# Haus „Im Mohren“

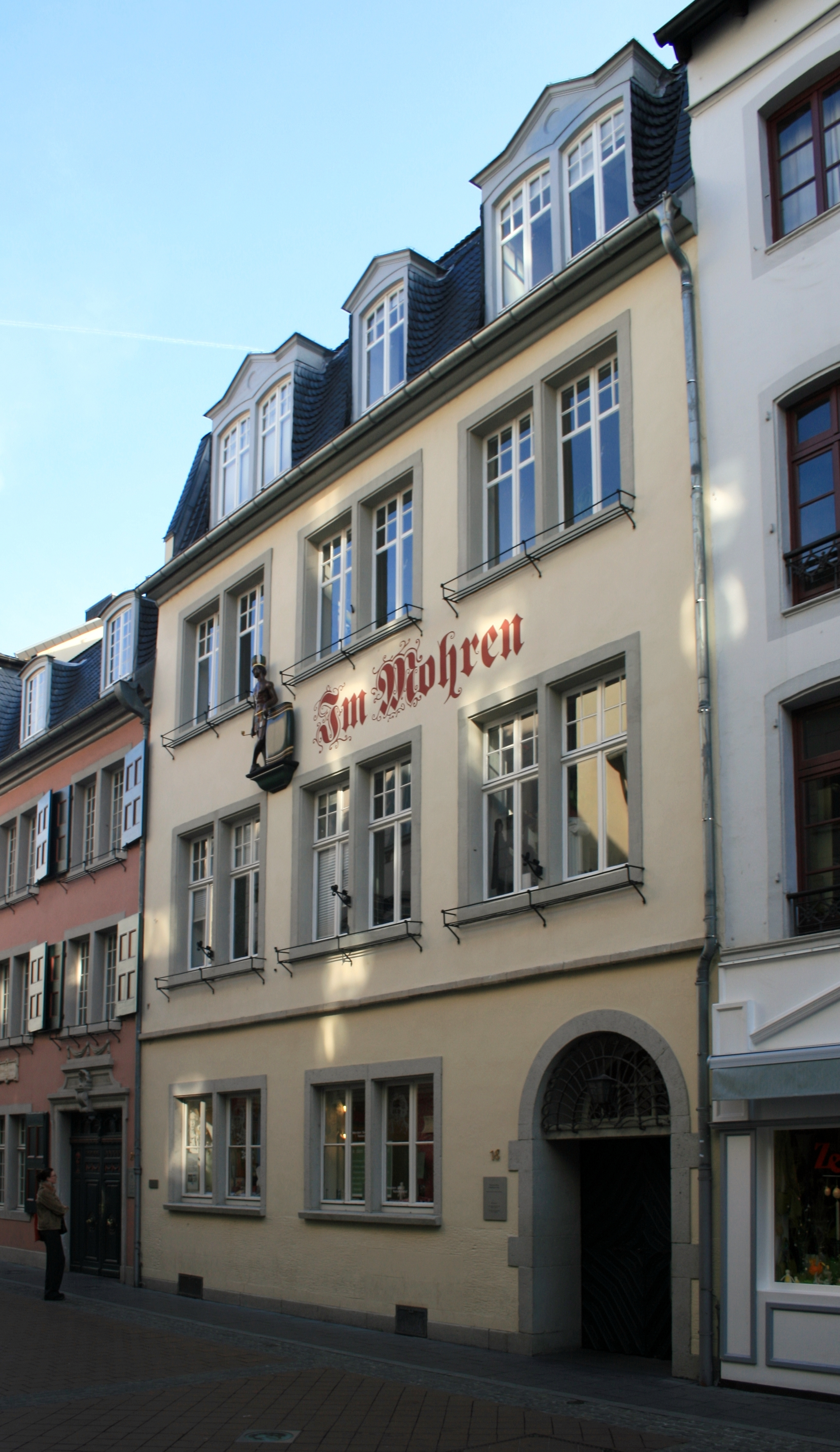
Das Haus „Im Mohren“ in der Bonngasse 18. Es schließt sich das Beethoven-Haus (dunkelrosa) in der Bonngasse 20 an.

Das Haus „Im Mohren“ in der Bonner Innenstadt gehört zu den ältesten erhaltenen Bürgerhäusern Bonns. Es grenzt an das  Geburtshaus Beethovens an und wird heute vom Verein Beethoven-Haus und der zugehörigen Stiftung Beethoven-Archiv genutzt. Das Haus aus der Barockzeit befindet sich in der Bonngasse (Hausnummer 18) und steht unter Denkmalschutz. Bekannt ist das Gebäude wegen einer an der Fassade befestigten hölzernen Skulptur eines Mohren.

## Geschichte
Das Gebäude wurde nach Abschluss des Pfälzischen Erbfolgekriegs etwa um 1700 errichtet. Ein hier vorher stehendes Haus war – wie der Großteil der damaligen Stadt – bei den Kampfhandlungen im Jahr 1689 zerstört worden; der noch vorhandene Gewölbekeller aus dem 13. Jahrhundert wurde beim Neubau wiederverwendet. Im ebenfalls erhaltenen Nachbarhaus wurde Ludwig van Beethoven im Dezember 1770 geboren. Seine Taufpatin war die Ehefrau des Ratskellermeisters, Gertrud Baum; sie wohnte im Haus „Im Mohren“ und richtete hier das Taufessen für den Neugeborenen am 17. Dezember 1770 aus.
Im Jahre 1907 erwarb der Verein Beethoven-Haus das Gebäude und ließ es umbauen. Es wurde zunächst als Mietshaus eingerichtet. 1927 entstanden hier die Lager-, Arbeits- und Bibliotheksräume für das neu gegründete Beethoven-Archiv, nachdem die dafür vorgesehene Etage vorher leer stand. 1936 fand eine umfangreiche Instandsetzung mit Umbauten statt, durch die das Haus seine heutige Gestalt erhielt.
Im Frühjahr 2003  wurden am Gebäude notwendig gewordene Sanierungsarbeiten vorgenommen, die im Herbst 2004 abgeschlossen waren. Im vorderen Teil des Erdgeschosses des Hauses befindet sich seitdem der Museumsshop des Beethoven-Hauses. Im komplett sanierten hinteren Gebäudeteil des Erdgeschosses ist das „Digitale Beethovenhaus“ untergebracht, das in Zusammenarbeit mit dem Fraunhofer-Institut für Medienkommunikation betrieben wird: ein Studio mit zahlreichen Computerarbeitsplätzen. Der Hof wurde neu gepflastert, fünf Beethoven-Büsten auf hohen Sockeln aufgestellt. Im ersten und zweiten Obergeschoss wurden erneut Büroräume eingerichtet. Der Gewölbekeller wird als „digitaler Beethovensalon“ zu einer 3D-Inszenierung genutzt.  Bauherr der Neugestaltung war der Verein Beethovenhaus, die Umbaukosten beliefen sich auf rund 1,6 Millionen Euro, die zum größten Teil vom Bundesbauministerium mit Mitteln aus dem Bonn-Berlin-Ausgleich, der Stadt Bonn, dem Haushalt der Beauftragten der Bundesregierung für Kultur und Medien und vom Landschaftsverband Rheinland finanziert wurden.

## Mohrenfigur

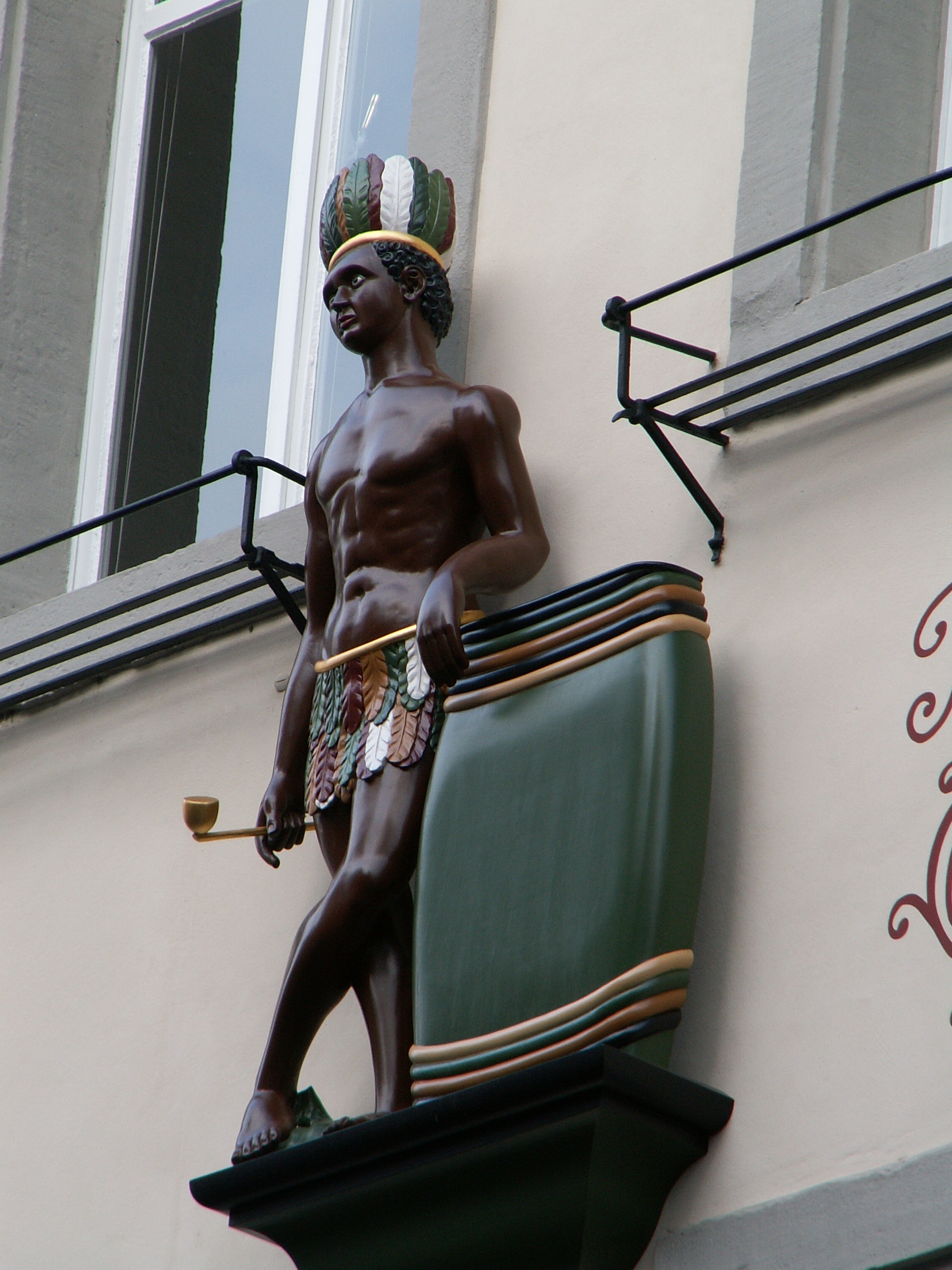
Die im Februar 2005 aufgehängte Kopie des Mohren wiegt rund 80 Kilogramm.

Die Bezeichnung des Hauses beruht auf dem Hauszeichen, der Figur eines Mohren. In der Vergangenheit wurden Häuser häufig mit solchen Hauszeichen versehen und danach bezeichnet, da es noch keine auf Straßen bezogene Hausnummerierungen gab. Wenigstens ab 1820 befand sich eine rund 160 Zentimeter große Mohrenfigur mit Tabakpfeife und Fass an der Hausfassade; Aufnahmen aus dem 19. und 20. Jahrhundert zeigen die Figur durchgehend. Zu Beginn des 19. Jahrhunderts befand sich im Gebäude eine Spezereiwarenhandlung mit Gewürzen und Waren aus exotischen Ländern – vermuteter Grund für die Verwendung des Mohren als Hauszeichen.
Im Jahr 2003 wurde die verwitterte Figur im Rahmen der Sanierung des Hauses abgenommen. Eine Untersuchung im Rheinischen Archiv- und Museumsamt ergab, dass eine Wiederherstellung zur erneuten Anbringung nicht möglich war. Deshalb wurde die Holzskulptur konservatorisch gesichert und die Anfertigung einer Kopie beim Brühler Bildhauer Christoph Müller in Auftrag gegeben. Diese Kopie wurde aus Eichenholz aus dem Spessart und mit Acrylfarbenanstrich hergestellt. Das Gesamtgewicht der Kopie mit Konsole, Fass und Pfeife beträgt 80 Kilogramm. Die Kosten übernahmen acht Rotarierclubs der Stadt.